# Viktor Shamburkin
Viktor Shamburkin, född 12 oktober 1931 i Leningrad, död 11 maj 2018, var en sovjetisk sportskytt.
Han blev olympisk guldmedaljör i gevär vid sommarspelen 1960 i Rom.